# Cantó de Roulans
El cantó de Roulans és un cantó francès del departament del Doubs, situat al districte de Besançon. Té 23 municipis i el cap és Roulans.

## Municipis
| - Bouclans - Breconchaux - Champlive - Châtillon-Guyotte - Dammartin-les-Templiers - Deluz - Glamondans - Gonsans - L'Écouvotte - Laissey - Le Puy - Naisey-les-Granges | - Nancray - Osse - Ougney-Douvot - Pouligney-Lusans - Roulans - Saint-Hilaire - Séchin - Val-de-Roulans - Vauchamps - Vennans - Villers-Grélot |

## Història
| Data d'elecció                           | Identitat             | Partit                     | Qualitat |
| ---------------------------------------- | --------------------- | -------------------------- | -------- |
| 1945-1955                                | Paul Fort             | PRL, després divers droite |          |
| 1955-1973                                | M. Clerget            | RI                         |          |
| 1973-1992                                | Pierre Grandjacquet   | UDR, després divers droite |          |
| 1992-1998                                | Jean-François Brahier | Divers droite              |          |
| 1998-2011                                | Yannick Dessent       | UMP, després Divers droite |          |
| 2011-                                    | Claude Dallavalle     | Divers gauche              |          |
| les dades anteriors no són pas conegudes |                       |                            |          |
|                                          |                       |                            |          |